# حيمورانية
الحيمورانية (الاسم العلمي: Rhodellophyceae) هي طائفة من النباتات الحمراء.

## التصنيف
- الحيموريات
  - الحيمورات